# Can Torres-Aimerich
Can Torres-Aimerich és una casa del municipi de Rajadell (Bages) inclosa en l'Inventari del Patrimoni Arquitectònic de Catalunya.

## Descripció
Es tracta d'una construcció civil: Habitatge unifamiliar format per una construcció de dos pisos, coberta a doble vessant i amb el carener perpendicular a la façana, orientada a ponent; l'habitatge repeteix el model de les masies del segle xvii però condicionada a un entorn urbà.
És l'exemple de casal d'un grup social superior a la resta de les cases del Carrer Major.

## Història
A partir de 1850 els senyors del castell de Rajadell (els Pignatelli) varen parcel·lar ens solars per habitatges i horts els terrenys sota el Castell; això possibilità l'aparició de l'actual poble de Rajadell que creixia al ritme de l'explotació vitícola de la zona.